# Arne Jensen (boogschutter)
Arne Jensen (Nuku'alofa, 25 februari 1998) is een Tongaans boogschutter.

## Carrière
Jensen nam deel aan de Olympische Spelen in Rio de Janeiro, het was voor het eerst in twaalf jaar dat er nog eens een boogschutter uit Tonga deelnam aan de Spelen. Hij werd uitgeschakeld in de eerste ronde door de Nederlander Sjef van den Berg met 3-7. Hij nam ook deel aan de Wereldkampioenschappen boogschieten in 2015 en 2019.